# Тенкалла, Константино
Константино Тенкалла (итал. Constantino Tencalla; 1610, Биссоне, кантон Тичино, Швейцария — 1647, Варшава, Речь Посполитая) — придворный архитектор польских королей Сигизмунда III Вазы и  Владислава IV; представитель раннего римского барокко.

## Биография

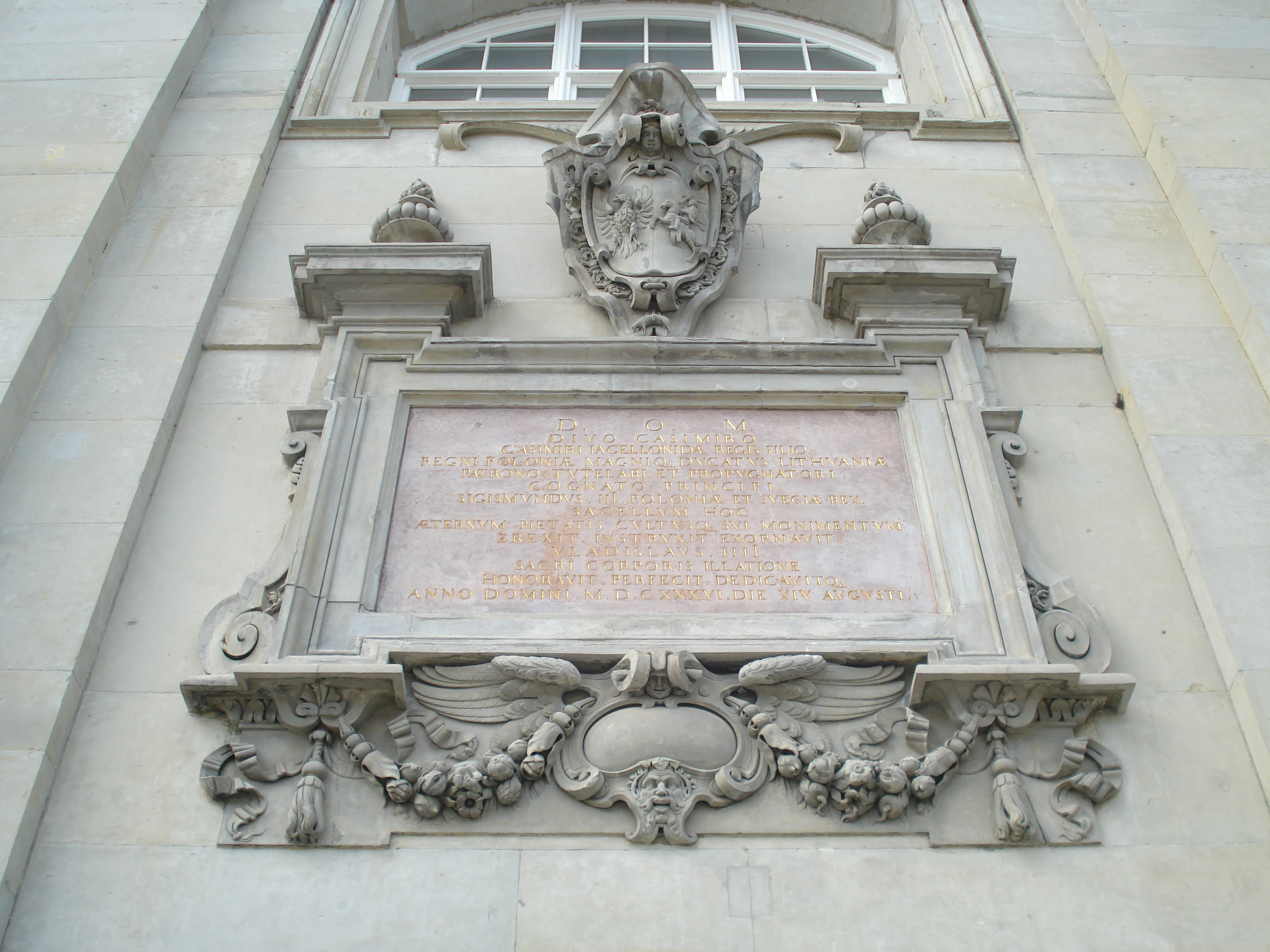
Плита в память закладки капеллы Святого Казимира

Подробностей о его жизни и деятельности известно мало. Кроме дат рождения и смерти, нет других биографических данных. По некоторым сведениям, архитектор принимал участие в строительстве базилики Святого Петра в Риме. Ещё во времена короля Сигизмунда III Вазы с группой итальянских архитекторов выехал в Польшу.
В Вильне, куда прибыл со своим дядей Маттео Кастелли, архитектором, возводил капеллу Святого Казимира (закончена в 1636 году). Имя Тенкаллы фигурирует в договоре, заключённым в январе 1635 года с епископом Абрагамом Войной о строительстве большого алтаря в виленском кафедральном соборе. Предполагается, что Тенкалла проектировал фасад костёла Святой Терезы в Вильне (1643). Ему также приписывается плита в память закладки капеллы Святого Казимира виленского кафедрального собора с изображениями польского Орла и литовской Погони (1636). В Варшаве Тенкалла проектировал колонну Сигизмунда III (1643 или 1644) напротив королевского дворца, ставшую одним из символов польской столицы. Предполагается, что Тенкалла в Варшаве также декорировал мраморный кабинет в королевском дворце Владислава IV, проектировал перестройку дворца Казановских и костёл Святой Марии из Лорето.

## Работы
- Дворец Казановских в Варшаве (перестройка, 1628—1643)
- Костёл Святой Терезы в Вильнюсе (1633—1650)
- Часовня св. Казимира в вильнюсском кафедральном соборе (1636)
- Колонна короля Сигизмунда в Варшаве (1644, с Августино Лоччи)
- Дворец Конецпольских в Варшаве (1643; впоследствии перестраивался; ныне Президентский дворец)

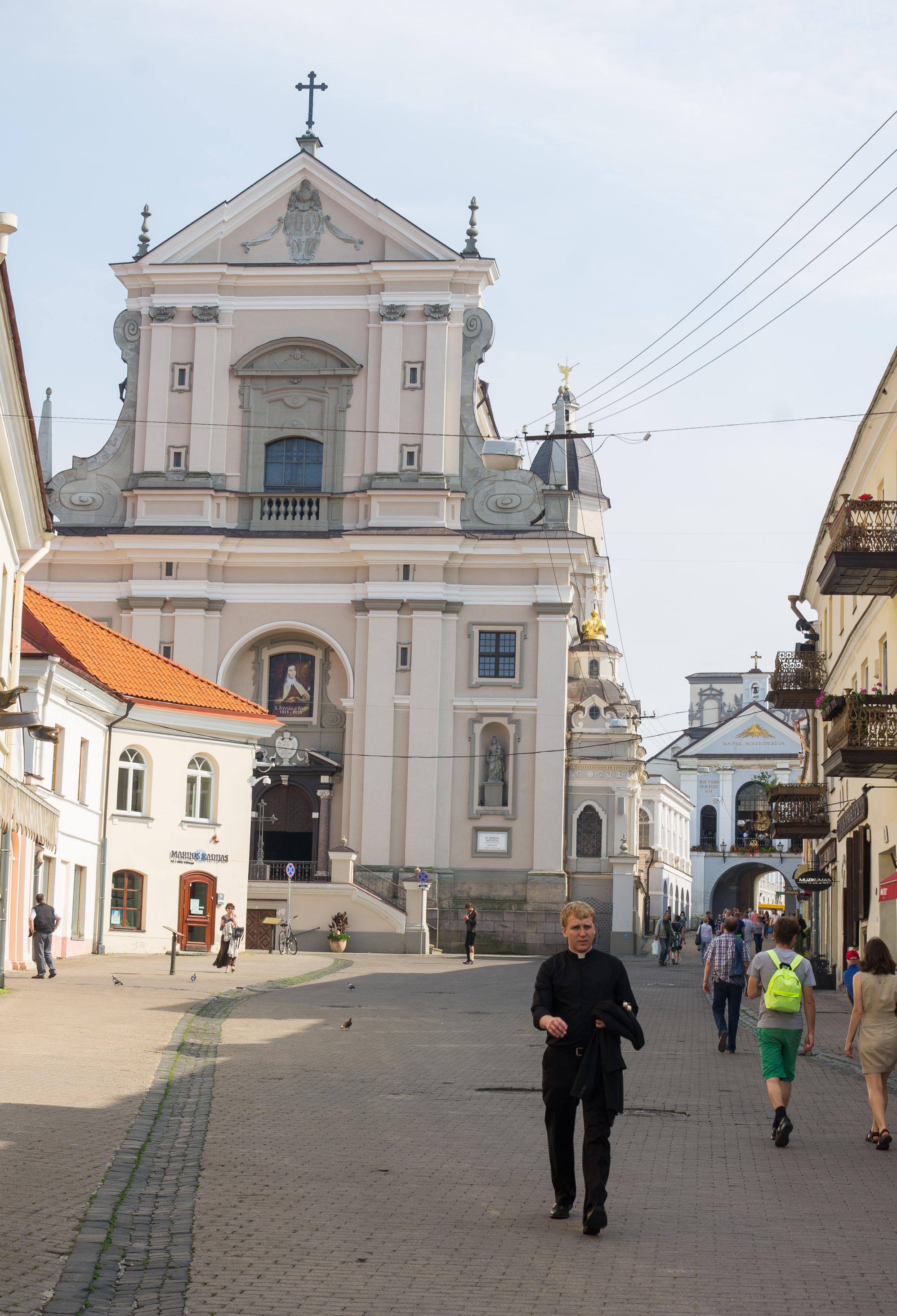
Костёл Святой Терезы в Вильнюсе
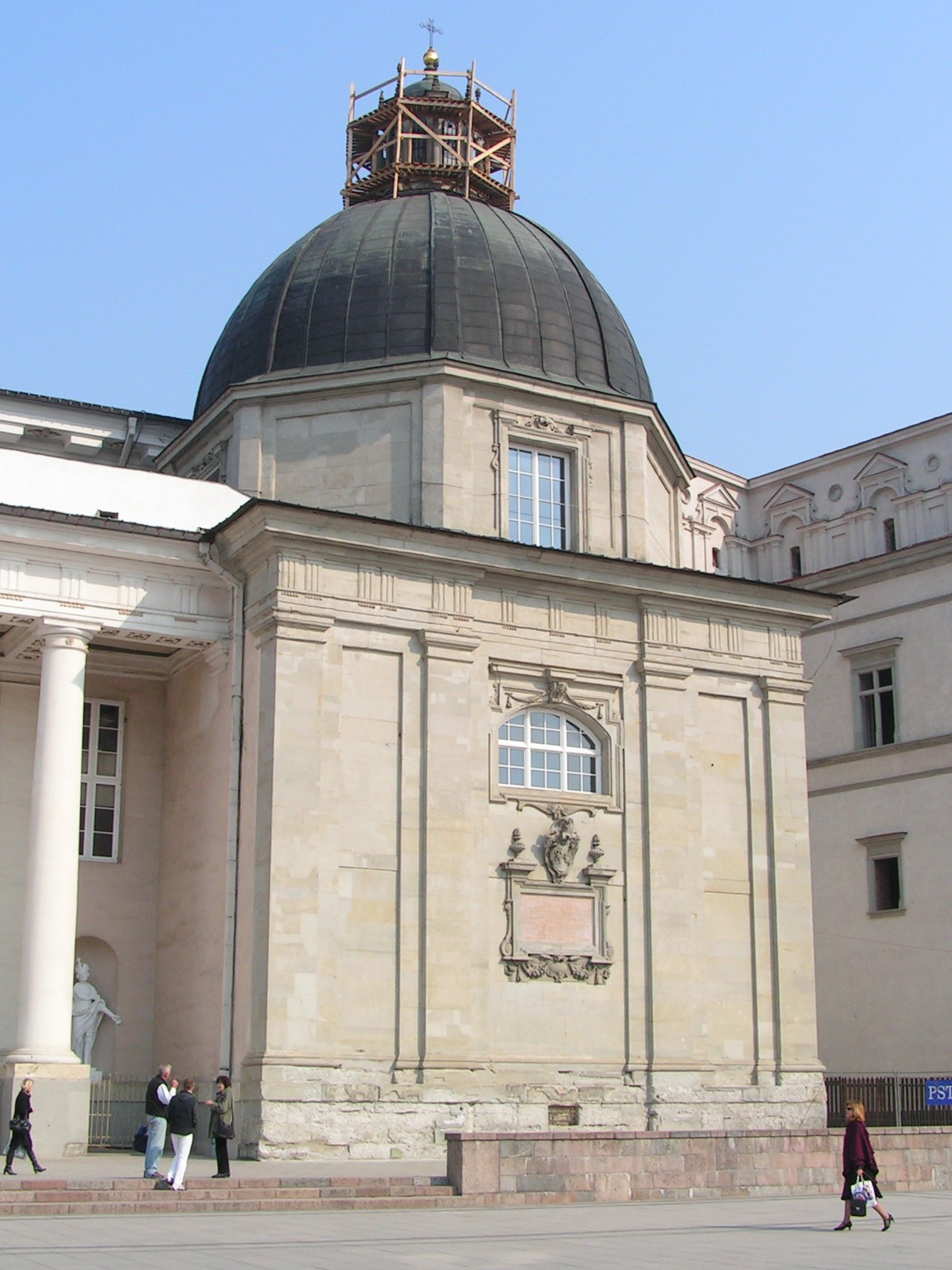
Часовня св. Казимира в Вильнюсе
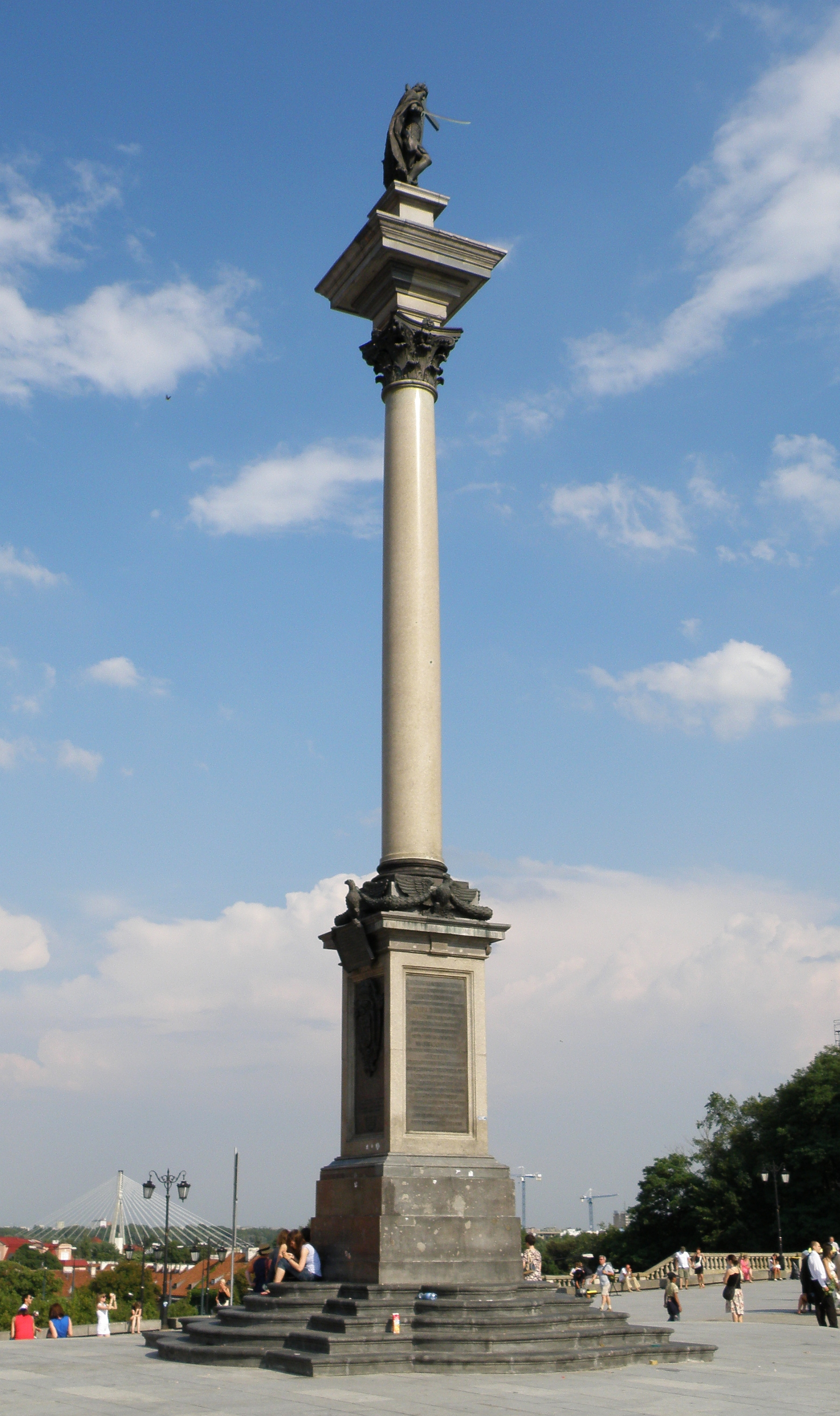
Колонна короля Сигизмунда в Варшаве